# Макбетт
«Макбетт» (фр. Macbett) — пьеса Эжена Ионеско, написанная им в 1972 году. Произведение является сатирой на «Макбета» Шекспира.

## Сюжет
Два генерала, Макбетт и Банко, подавили восстание. В оплату за их героическую службу эрцгерцог Дункан обещает даровать им землю, титулы и деньги, но отказывается от сделки. Воодушевлённый соблазнительной леди Дункан, Макбетт замышляет убить эрцгерцога и короновать себя королём. Он пытается удержать трон через порочный круг убийств и кровопролития. Тем временем его преследуют призраки его жертв, и он обнаруживает, что его новая жена не та, кем кажется.

## Темы
Написанный во время холодной войны, «Макбетт» Ионеско превращает шекспировского «Макбета» в комическую историю об амбициях, коррупции, трусости и излишествах, создавая трагический фарс, который доводит человеческую глупость до крайности.